# Organochloorchemie
In de organochloorchemie worden de eigenschappen en reacties bestudeerd van die organische verbindingen waarin minstens één covalente binding voorkomt tussen koolstof en chloor. Afhankelijk van het toepassingsgebied worden verbindingen uit deze groep aangeduid als: organisch chloride, gechloreerde koolwaterstof of gechloreerd oplosmiddel. Als groep vertonen de verbindingen een grote variatie in structuur en eigenschappen, wat tot een groot aantal wetenschappelijke, technische en praktische toepassingen aanleiding heeft gegeven. Het grote aantal zeer diverse toepassingen heeft ook geleid tot inzicht in de effecten van deze verbindingen in het milieu en op de gezondheid van zowel mens als dier, waardoor voor een aantal toepassingen inmiddels naar vervangers gezocht is of wordt.

## Fysische eigenschappen
De aanwezigheid van een chloorsubstituent heeft verschillende effecten op de fysische eigenschappen van een verbinding. De dichtheid van de verbinding is groter dan van de niet-gechloreerde verbinding. Dit hangt samen met de veel hogere atoommassa van chloor (terwijl het volume ervan niet in verhouding toeneemt). De aanwezigheid van chloor introduceert ook grotere intermolecualaire krachten, die deels door de permanente dipool in de koolstof-chloorbinding verklaard worden, deels ook door een toename van vanderwaalskrachten. De grotere intermoleculaire krachten blijken uit het stijgende kookpunt in de serie chloormethanen: methaan (−161,6 °C), chloormethaan (−24,2 °C), dichloormethaan (40 °C), trichloormethaan (61,2 °C), en tetrachloormethaan (76,72 °C).

## Natuurlijk voorkomen
Hoewel in vergelijking met de niet gechloreerde verbindingen de gechloreerde in de natuur weinig voorkomen, is toch een groot aantal ervan geïsoleerd uit natuurlijke bronnen, variërend van bacteriën tot de mens. Gechloreerde organische verbindingen komen voor in vrijwel elke groep van biomoleculen, variërend van de alkaloiden tot terpenen, aminozuren, flavonoiden, steroiden en vetzuren. Organische chloriden, waaronder de dioxines ontstaan onder andere in de hoge temperatuurzones die tijdens bosbranden optreden. Dit laatste wordt overtuigend aangetoond door de dioxines die zijn aangetroffen in de as van door bliksem ontstane bosbranden die plaatsvonden voor de chemische synthese van deze stoffen. Daarnaast is uit in zee levende algen een groot aantal eenvoudige chloorhoudende organische verbindingen geïsoleerd, zoals dichloormethaan, chloroform en tetrachloormethaan. Het grootste deel van het chloormethaan in het milieu is afkomstig van natuurlijke processen zoals de afbraak van biologisch materiaal, bosbrand of vulkanisme. De natuurlijk voorkomende organochloorverbinding epibatidine, een uit boomkikkers geïsoleerd alkaloide, is een veelbelovende pijnstiller. De verbinding vormt het uitgangspunt voor een nieuwe lijn in het onderzoek naar pijnbestrijding.

## Synthese

### uitgaande van chloor
- Alkanen kunnen met behulp van chloor via een radicaalreactie en met UV-licht als katalysator, gechloreerd worden. Ook de zijketens van arylalkanen kunnen via deze route gechloreerd worden. De reactie is eenvoudig uit te voeren, maar de mate van chlorering, het aantal chlooratomen per molecuul, is slecht te sturen. Als het chlooratoom op meerdere posities in het molecuul kan worden ingevoerd ontstaan bovendien reactiemengsels. Propaan geeft met chloorgas onder deze omstandigheden zowel 1-chloor- als 2-chloor-propaan.
- Chloorsubstituenten aan de aromatische ring zelf kunnen met behulp van een aan de Friedel-Craftsalkylering verwante reactie ingevoerd worden.
- De haloformreactie maakt het mogelijk met behulp van chloor en natriumhydroxide uit ketonen die aan een zijde een methylgroep bezitten trichloormethaan (of chloroform) te maken. Het andere product is een carboxylaat-ion. In het verleden was dit de meest gebruikte syntheseroute naar trichloormethaan.
- Chloor addeert aan onverzadigde bindingen. Uit alkenen ontstaan dichloriden, uit alkynen worden tetrachloriden gevormd.

### uitgaande van waterstofchloride
- Alkenen reageren met waterstofchloride (HCl) tot alkylchloriden. Zo wordt chloorethaan commercieel verkregen uit de reactie tussen etheen en HCl:

H2C=CH2 + HCl → CH3CH2Cl
- Secondaire en tertiaire alkanolen reageren met het Lucas-reagens (zinkchloride in geconcentreerd zoutzuur) tot de overeenkomstige alkylchloriden. Deze reactie werd in de klassieke chemie, voor de introductie van spectroscopische methoden als Infraroodspectroscopie en NMR in het begin van de jaren 60 van de 20e eeuw als herkenningsreactie gebruikt voor de verschillende typen alkanolen (primair, secondair en tertiair). In tegenstelling tot de alkanolen zijn de alkylchloriden slecht oplosbaar in water, waardoor het ontstaan van een dergelijke verbinding goed waarneembaar is.

### uitgaande van andere chlorerende reagentia
Op laboratoriumschaal, tot hoeveelheden van ongeveer 100 gram, kunnen alkylchloriden gesynthetiseerd worden op basis van de overeenkomstige alkanolen en SOCl2, PCl3 of PCl5:
ROH + SOCl2 → RCl + SO2 + HCl
3 ROH + PCl3 → 3 RCl + H3PO3
ROH + PCl5 → RCl + POCl3
Vooral thionylchloride is daarbij een praktisch reagens, omdat de bijproducten van de reactie beide gasvormig zijn.
Daarnaast kan de appelreactie een alternatief zijn, maar met twee belangrijke nadelen. Ten eerste vormt het gebruik van tetra vanwege zijn carcinogene eigenschappen een probleem. Bovendien is het ook ontstane trifenylfosfineoxide vaak lastig uit het reactiemengsel te verwijderen.

## Reacties
Alkylchloriden vormen een veelgebruikte groep synthons (bouwstenen) in de synthetisch organische chemie. Hoewel de overeenkomstige bromiden en jodiden reactiever zijn, zijn de vaak veel lagere prijs en de ruime beschikbaarheid van de chloriden belangrijke voordelen. Alkylchloriden reageren makkelijk met een groot aantal nucleofielen.
- Verwarming van alkylchloriden met natriumhydroxide of water leidt tot de overeenkomstige alkanolen.
- Met alkoxiden en aroxiden (van fenolen afgeleide anionen) ontstaan ethers in de Williamson-ethersynthese.
- Met thiolen worden thio-ethers gevormd.
- Met amines reageren alkylchloriden tot gesubstitueerde amines.
- In Finkelstein-reactie wordt het chlooratoom vervangen door een zachter halogenide, bijvoorbeeld jood. Ook reacties met pseudohalogenen als azide, cyanide en thiocyanaat zijn mogelijk.
- Met sterke basen (bijvoorbeeld kalium-tert-butoxide) reageren de alkylchloriden tot alkenen en alkynen.
- Alkylchloriden reageren met magnesium tot Grignard reagentia, waarbij elektrofiele verbindingen omgezet wordt in nucleofiele.
- In de Wurtz-reactie vindt een reductieve koppeling plaats tussen twee alkylchloriden onder invloed van natrium.

## Toepassingen

### Vinylchloride
Wat volume betreft is vinylchloride, of chlooretheen, de belangrijkste organochloorverbinding. De jaarproductie lag in 1985 op ongeveer 13 miljoen ton. Bijna alle vinylchloride wordt omgezet in pvc.

### Chloormethanen en chloorethanen
De meeste van deze verbindingen zoals chloroform, dichloormethaan, dichlooretheen en trichloorethaan zijn breed toepasbare, goede oplosmiddelen. Deze oplosmiddelen zijn relatief apolair en dus slecht oplosbaar in water, maar daardoor prima bruikbaar als ontvetter of als schoonmaakmiddel in de stomerij. Bij deze laatste toepassing is de grote vluchtigheid een voordeel bij het verwijderen van resten oplosmiddel na de reiniging. Op jaarbasis is de productie van deze stoffen meerdere miljoenen tonnen, vooral via de chlorering van methaan:
CH4 + x Cl2 → CH4-xClx + x HCl
De belangrijkste verbinding in deze groep is dichloormethaan, dat voornamelijk als oplosmiddel gebruikt wordt. Chloormethaan is onder andere uitgangsstof in de productie van chloorsilaan en siliconen. Historisch belangrijk, maar met een kleinere jaarlijkse productie (2011), is chloroform, dat vooral gebruikt wordt in de synthese van chloordifluormethaan (CHClF2) en tetrafluoretheen, het monomeer van teflon.

### Pesticiden
Veel pesticiden behoren tot de organochloorverbindingen. Bekende - of beruchte - voorbeelden zijn: DDT, dicofol, heptachloor, endosulfan, chlordaan, aldrin, dieldrin, endrin, mirex en pentachloorfenol. Afhankelijk van de rest van de structuur van de stof kunnen dit zowel hydrofiele als hydrofobe stoffen zijn. Veel van deze stoffen mogen in een aantal landen niet meer gebruikt worden.

### Isolatoren
Polychloorbifenylen (PCBs) werden in het verleden uitgebreid toegepast als elektrische isolatoren en warmte-uitwisselingsvloeistoffen. In verband met de schadelijke gezondheidseffecten is deze groep stoffen vervangen door polygebromeerde difenylethers (PBDEs), waarvoor tegenwoordig vergelijkbare zorgen rijzen in verband met toxiciteit en bioaccumulatie.

## Giftigheid
Sommige organochloorverbindingen zijn giftig voor plant, dier en mens. Dioxines, die ontstaan bij de verbranding van organisch materiaal in aanwezigheid van chloriden, en sommige pesticiden als DDT vormen moeilijk afbreekbare organische verontreinigingen  als ze vrijkomen in het milieu. DDT, dat in het midden van de 20e eeuw ruim is toegepast als insecticide, leidt door bioaccumulatie in de voedselketen tot een lager broedsucces (bij sommige vogels is aangetoond dat de dikte van de eierschaal afneemt).
Als gechloreerde oplosmiddelen, zoals tetra, niet op correcte wijze worden afgevoerd, kunnen zij zich ophopen in het grondwater. Een aantal organochloorverbindingen (fosgeen, mosterdgas) is toegepast als chemisch wapen.
Anderzijds zijn niet alle organische verbindingen met chloor in hun molecuul giftig. Veel verbindingen zijn veilig genoeg om toegepast te kunnen worden als voedseladditief of medicijn, soms komen ze van nature voor in standaard levensmiddelen. In erwten en tuinboon komt het plantenhormoon 4-chloorindool-3-azijnzuur (4-Cl-IAA) voor. De zoetstof sucralose wordt veel gebruikt in dieetvoeding. In 2004 waren wereldwijd 165 organochloorverbindingen als medicijn geregistreerd, zoals het natuurlijke antibioticum vancomycine, het antihistaminicum loratadine, het antidepressivum sertraline het anti-epilepticum lamotrigine en het gasvormige verdovingsmiddel isofluraan.
Rachel Carson bracht in 1962 met haar boek "Silent Spring" de gevaren van het gebruik van DDT onder de aandacht van het grote publiek. Hoewel inmiddels een groot aantal landen het gebruik van DDT (en ook PCB's en andere gechloreerde pesticiden) verboden heeft, en de productie van de verbindingen strikt gereguleerd is, kunnen deze stoffen en hun afbraakproducten nog steeds aangetoond worden in mens en dier over de gehele aarde. De stoffen vinden zelfs hun weg tot in moedermelk. In de poolgebieden worden in het bijzonder hoge concentraties van deze stoffen gemeten in zeezoogdieren. In mannetjes wordt gemiddeld een veel hogere concentratie van deze stoffen gevonden dan in wijfjes: deze geven via de moedermelk een deel door aan hun nakomelingen.